# Solanum sambucinum
Solanum sambucinum är en potatisväxtart som beskrevs av Per Axel Rydberg. Solanum sambucinum ingår i släktet skattor som ingår i familjen potatisväxter. Inga underarter finns listade i Catalogue of Life.